# بيرجيت أنيت اولسن
بيرجيت أنيت اولسن هي لغوية دنماركية، ولدت في 2 أبريل 1944.